# Franz Ržiha
Franz von Ržiha (10. února 1865 Greene – 8. ledna 1952 Vídeň) byl rakousko-uherský generál. V c. k. armádě sloužil jako absolvent vojenské akademie od roku 1886, na nižších pozicích štábního důstojníka působil u různých jednotek v Uhrách nebo Bosně. Jako odborník na výstavbu železnic byl správcem železničního sektoru na generálním štábu a na ministerstvu války. Za první světové války se jako brigádní velitel zúčastnil bojů v Haliči a později v Itálii. V roce 1917 dosáhl hodnosti polního podmaršála, ještě téhož roku byl z aktivní služby na frontě odvolán a do konce války zastával podružnou funkci velitele pevnosti Terezín.

## Životopis
Byl synem významného stavitele železnic a tunelů Františka Ržihy, který pocházel z Čech. Narodil se v Greene v Německu, kde v té době otec budoval železnici. Studoval na Tereziánské vojenské akademii ve Vídeňském Novém Městě a do armády vstoupil v roce 1886 jako poručík u 99. pěšího pluku v Mostaru. Později si doplnil vzdělání na Válečné škole (K.u.k. Kriegsschule) ve Vídni a v hodnosti nadporučíka (1890) byl zařazen do sboru důstojníků generálního štábu. Jako štábní důstojník sloužil u 28. pěší brigády v Šoproni a po povýšení do hodnosti kapitána (1895) působil přímo na generálním štábu. Později byl přidělen k 1. pěší divizi do Sarajeva a ke 14. armádnímu sboru do Innsbrucku. V roce 1902 byl povýšen na majora a působil u železniční kanceláře na generálním štábu.
V roce 1909 byl povýšen na plukovníka a byl jmenován přednostou železničního oddělení na ministerstvu války, kde setrval pět let. V roce 1914 se stal velitelem 6. pěchotní brigády v Salzburgu a k datu 1. května 1914 byl povýšen do hodnosti generálmajora. Na začátku první světové války převzal velení 96. pěchotní brigády a s ní se zúčastnil bojů na východní frontě. V letech 1915–1916 byl dočasně mimo aktivní službu, v roce 1916 byl přiřazen ke štábu arcivévody Evžena a v roce 1917 působil jako štábní důstojník na italské frontě. K datu 1. května 1917 byl povýšen na polního podmaršála, krátce poté byl ale z aktivní služby na frontě stažen a v roce 1918 do konce války zastával funkci velitele pevnosti Terezín. V armádě byl penzionován k datu 1. ledna 1919 a od té doby žil v soukromí ve Vídni. Zemřel ve Vídni 8. ledna 1852 ve věku 86 let, o čtyři dny později byl pohřben na hřbitově ve vídeňské čtvrti Döbling.
Od roku 1883 užíval šlechtický titul rytíř, který získal jeho otec. Během vojenské služby obdržel několik ocenění, byl nositelem Jubilejní pamětní medaile, Vojenského jubileního kříže a Vojenského záslužného kříže III. třídy. Za první světové války získal Bronzovou vojenskou záslužnou medaili a Řád železné koruny III. třídy s válečnou dekorací.
S manželkou Matyldou (1868–1956) měl syna Alfreda (1896–1987), který byl inženýrem a působil jako stavební rada. 
Franzův mladší bratr Edmund (1871–1948) pracoval jako inženýr u firmy Siemens.